# イヴァン・ブリュホヴェーツィキー
イヴァン・ブリュホヴェーツィキー（ウクライナ語：Іва́н Брюхове́цький；1623年‐1668年6月17日）は、ウクライナの政治家、軍人。左岸ウクライナを中心としたコサック国家の元首、ザポロージャ・コサックの将軍（1663年‐1668年）。正教徒の貴族、ブリュホヴェーツィキー家の当主。マールティン・ブリュホヴェーツィキーの息子。

## 概要
ポーランド・リトアニア共和国キエフ県のポルターヴァ地方で生まれた。フメリニツキーの乱（1648年‐1657年）の際、コサックの将軍ボフダン・フメリニツキーの執事を務めた。1656年にコサックの使節団の一員として、同盟を結ぶためにトランシルヴァニアを訪問した。将軍の子息ユーリーの教育を担当し、1657年にユーリーを連れてキエフ・モヒーラ学院へ同行した。新たな将軍としてイヴァン・ヴィホーウシキーが選ばれると、彼の命令を受けてワルシャワへ派遣された。1659年春に職を辞任してヴィホーウシキー将軍のもとを去り、ザポロージャのシーチに赴いた。そこで反政府宣伝活動を行い、コサックの貧困層の人気を得た。1661年にシーチの軍長に選ばれ、1662年に左岸ウクライナにおける将軍選挙に立候補した。選挙戦でロシアのツァーリアレクセイ、ウクライナに滞在するロシアの軍人と行政官、キエフ府主教代行のメトディイの支援を確保した。平コサックと一般民衆の支持を得るために、大衆主義的思想、とりわけ格差の削減、金持ちの長老との戦いを唱えた。1663年に、「黎会」と呼ばれるコサックと黎民が参加する選挙会議において新たな将軍に選ばれた。勝利後、落選したヤキム・ソムコーとヴァスィーリ・ゾロタレーンコを処刑した。将軍座をハーデャチへ移した。選挙の時の約束に反して中央集権化を目指す改革を実行し、格差を深め、粛清の人事を行った。1664年から1665年にかけて、コサック国家を統一するため、パウロー・テテーリャ将軍とペトロー・ドロシェーンコ将軍が支配する右岸ウクライナと戦争したが、惨敗した。国内の野党を押さえるため、ロシア政府とその軍勢を利用した。1665年にコサック将軍として初めてモスクワを訪問し、ロシア人の貴族の娘と結婚し、ウクライナの自治制を著しく制限するモスクワ条約を結んだ。しかし、その条約がウクライナにおける反ロシア・反将軍の運動を促し、将軍の権威を大きく失墜させた。1667年に、ロシアとポーランドがウクライナを分割するアンドルソヴォ条約を結ぶと、それに反発して1668年1月にロシアとのモスクワ条約を一方的に取り消した。右岸ウクライナの将軍に援軍を呼びかけ、オスマン帝国の保護を受けるためにイスタンブールへコサック使節団を派遣した。同年の春にクリミア・ハン国と同盟を結び、ウクライナからロシア軍と行政官を追い払った。同年7月に右岸ウクライナのドロシェーンコ将軍と会議するために、ディカーニカ村に赴いた。しかし、1668年7月17日、会議が開かれる前に、左岸ウクライナのコサックに襲われ、ウクライナをロシアに売国した罪で生きたままで切り刻まれた。その後、ドロシェーンコの命令によりハーデャチの聖堂で国葬にされた。

## リンク
- （英語） イヴァン・ブリュホヴェーツィキー // ウクライナ百科事典
- （ウクライナ語） イヴァン・ブリュホヴェーツィキー // 世界のウクライナ人